# Aeropuerto de Araxá
Aeropuerto de Araxá (IATA: AAX, OACI: SBAX), es el aeropuerto que da servicio a Araxá, Minas Gerais , Brasil . Lleva el nombre de Romeu Zema, un empresario local.

## Aerolíneas y destinos
En este aeropuerto no operan vuelos regulares.

## Acceso
El aeropuerto está ubicado a 4 km (2 millas) del centro de Araxá.